# Esporte Clube Mogiana (Ribeirão Preto)
O Esporte Clube Mogiana é um clube polidesportivo de Ribeirão Preto, no estado de São Paulo. Em 2008, o Mogiana completou 70 anos de história, e apesar de tudo que viveu nos últmos anos, pode se orgulhar de sua história. 

## História

### A Fundação
Os empregados da  Companhia de Estradas de Ferro Mogiana, de Ribeirão Preto, há muito tempo disputavam campeonatos varzeanos de futebol, e a falta de um clube onde pudessem treinar, e um campo próprio para mandar seus jogos, atrapalhavam o desenvolvimento do time. Além do mais, faltava para eles, e seus familiares, uma área de lazer e recreação. E por isso, tanto a construção de um campo de futebol, quanto a organização de um clube recreativo, eram na verdade, um antigo sonho de mais de 800 ferroviários, que, na ocasião, eram liderados pelo engenheiro Antônio da Costa Coelho. Desse sonho, viria nascer o Esporte Clube Mogiana.
Em 27 de julho de 1938, o sonho dos empregados da Cia. de Ferro tornava-se realidade, pois nascia o Esporte Clube Mogiana, um clube recreativo destinado ao lazer dos ferroviários e seus familiares, que abrigaria também um campo de futebol, para o time dos ferroviários. 
Na hora de escolher o primeiro presidente, ficou provado que não havia ninguém melhor do que o próprio líder dos idealizadores do clube para comandar a agremiação, e Antônio da Costa Coelho, foi eleito o primeiro presidente do Mogiana.  

### As primeiras obras e o Campo da Mogiana
Quando foi fundado, o Mogiana tinha em seu amplo terreno, de mais de 13.000m², que fora doado pela Cia. Mogiana, e que ficava localizado entre a Avenida 1º de Maio e a Rua Guatapará, no antigo Bairro da República (hoje Vila Virginia), apenas a piscina, cuja construção havia sido iniciada em 1937. Mas o sonho de construir um campo de futebol ainda estava vivo.
A intenção do Mogiana de construir um campo de futebol, acabou se tornando notícia por toda Ribeirão Preto. Nos jornais, noticiavam-se que a Cia. Mogiana estava intencionada a construir um estádio em Ribeirão, com moldes iguiais aos de que ajudava a construir em Campinas, para que sua equipe pudesse se desenvolver.
Com o passar do tempo, foram feitas as outras áreas do clube, e logo depois, o tão sonhado campo de futebol foi elaborado, e que mesmo sem nome, ganhou o apelido de "Campo da Mogiana". 
O "Campo da Mogiana" era simples, e nem arquibancadas possuía, porém, era um grande avanço para equipe amadora, já que o EC Mogiana há muito tempo disputava campeonatos varzeanos, e a falta de um campo próprio atrapalhava o desenvolvimento do time. De 1938 a 1954 o campo foi utilizada para jogos dos campeonatos amadores.

### Anos 40
Durante os anos 40 o clube foi aos poucos se desenvolvendo. Mas, a maioria de seus frequentadores eram ferroviários de Ribeirão Preto.

### Anos 50: a criação e o auge do Estádio Costa Coelho
Quando o Comercial reorganizou-se, em 1954, logo precisava de um local para mandar seus jogos, e como, de todos os locais vistos, o mais apropriado era o "Campo da Mogiana", a diretoria comercialina arrendou o local. O Comercial, então, instalou no campo arquibancadas de madeira, deixando-o com capacidade para 12.000 pessoas. Nascia assim o Estádio Antônio da Costa Coelho.
O nome do estádio era uma homenagem ao engenheiro Antônio da Costa Coelho, primeiro presidente do EC Mogiana, que foi eleito para o cargo porque era o líder dos mais de 800 ferroviários que um dia sonharam em formar um clube.
Naquele pequeno estádio, o Comercial começou a reconstruir sua história.
E foi graças as boas campanhas que o Comercial viveu nos anos 50, que o Costa Coelho viveu o auge de sua história, recebendo jogos importantes, como as partidas dos Campeonatos Paulistas da 1ª e 2ª divisão, bem como acabou ficando conhecido no estado de São Paulo. Isso foi bom para o Mogiana, já que o estádio pertencia a ele, e o campo ficava dentro de suas dependências.
Com o Costa Coelho, os times chamados "grandes", agora, jogavam em Ribeirão Preto sem nenhum problema, exemplos como Palmeiras, Corinthians, São Paulo, Portuguesa, Guarani, Ponte Preta, e até mesmo o, mais que famoso, Santos de Pelé e Coutinho, que certa vez, venceu com um placar de 3 a 1 o Comercial, em pleno Costa Coelho.
Dentro do Costa Coelho, o Leão do Norte conseguiu ainda, vários feitos e muitas conquistas, como o vice no Campeonato Paulista da 2ª divisão, em 1954, e o título de campeão do Campeonato Paulista da 2ª divisão, em 1958.
Ao longo dos anos, foram disputados, também, 11 Come-Fogos dentro do Costa Coelho.
O Comercial utilizaria o Costa Coelho até 1964.

### Anos 50: o futebol amador
Enquanto o Comercial levava o nome do Estádio Costa Coelho para a história, a equipe amadora do próprio EC Mogiana disputava o futebol amador, e tinha como principal adversário, dentro da Liga Ribeirão-pretana, o Sertãozinho.

### A desativação do estádio
O Comercial, "oficialmente", deixou de utilizar o Costa Coelho no dia 14 de outubro de 1964, quando inaugurou seu estádio próprio, o Palma Travasos.
Como o Comercial não mais usava o Costa Coelho, a diretoria do Mogiana também deixou de utilizar o estádio, e assim ele foi desativado, mas não por completo. Alguns anos depois, suas arquibancadas, que agora eram desnecessárias, foram desmontadas, dando espaço as canchas de bocha e malha.
O gramado, porém, não deixou de existir, porque, mesmo após o Comercial parar de utilizar o Costa Coelho, o campo não deixou de receber jogos de futebol. Mas, desde então, as partidas realizadas no campo voltaram a ser das várias ligas amadoras de Ribeirão Preto.

### Anos 60 e 70
Durante os anos 60 e 70 o amadorismo no futebol tornou o clube mais recreativo, deixando de lado um pouco do espírito de agremiação desportiva.
Mas, em 1972, a Companhia de Estradas de Ferro Mogiana, acabou sendo transformada em FEPASA, e os investimentos no clube caíram quase a zero. A mudança de Cia. traria grandes problemas para o Mogiana no futuro.
No final dos anos 70, começaram os problemas devido a troca da Cia. Mogiana pela FEPASA.

### Anos 80
No início dos anos 80, o Mogiana correu sério risco de ter seu terreno vendido, e de até mesmo, ter que fechar as portas. Tudo aconteceu por causa da FEPASA, que não queria mais manter o terreno e o clube, como fazia a Cia. Mogiana. O impasse durou mais de 6 anos, e só foi resolvido em 1986 quando sócios do clube se uniram, e em sistema de cotas, compraram ações da FEPASA, num valor suficiente para separar o clube da empresa.
Enquanto o impasse não terminava, em específico, no ano de 1985, o técnico Tomé dava início a um dos primeiros projetos sociais envolvendo jovens atletas e o futebol dentro do Mogiana. O trabalho com a garotada seria continuado pelo ex-jornalista de esportes Márcio Moraes.
Em 1988, Gildo Faustino da Silva, atual presidente do Mogiana, assumiu o cargo que ocupa até hoje.

### 1986-1994: O auge do Mogiana
Com o fim dos problemas com a FEPASA, em 1986, o EC Mogiana passou a viver seu auge como clube recreativo de Ribeirão Preto. A época de ouro do Mogiana duraria até 1994.

### 14 de maio de 1994
No dia 14 de maio de 1994, um forte vendaval passou por Ribeirão Preto, deixando a cidade assolada. Casas, postos de gasolinas, prédios, salões, enfim, quase tudo foi destruído pelo forte vento, e no EC Mogiana não foi diferente.
Passado o vendaval, a diretoria do clube avaliou os danos, e constatou que o saldo era mais negativo do que imaginavam. Foram destruídos o telhado do Salão de Festas e das Quadras, além da lanchonete e da Malha. Era o fim da era de Ouro do Mogiana.

### Anos 90 e 2000
Após o vendaval, os lucros do clube caíram, e o Mogiana entrou numa crise financeira. A recuperação foi lenta, mas quase tudo que foi destruído em 1994, acabou reconstruído, exceto o Salão de Festas, que por coincidência, era o que mais rendia dinheiro para o clube.

### 2007 - parceria com o Sertãozinho
No fim de 2007, o Mogiana fez uma inédita parceria com o Sertãozinho, para criação de um CT e das escolinhas de base do "Touro dos Canaviais".
No acordo feito, o Touro de Sertãozinho fez um expressivo investimento na sede do Mogiana, reformando-a, para que em troca possa receber do clube ribeirão-pretano novos talentos que possam descobertos no CT ou nas escolinhas do clube.